# Hol’s der Geier
Hol's der Geier ist ein Kartenspiel des Spieleautors Alex Randolph.
Es soll auf einem traditionellen indischen Kartenspiel beruhen, welches Randolph mit einem indischen Thema in den USA als Raj veröffentlichte.

## Ausgaben
In Deutschland erschien das Spiel 1988 als Hol's der Geier bei Ravensburger (Thema: Mäuse und Geier) und wurde in die Auswahlliste zum Spiel des Jahres 1988 aufgenommen. Der deutsche Name des Spiels erinnert an die gleichnamige Redensart hol's der Geier oder hol dich der Geier, mit der eine negative Verwünschung ausgedrückt werden soll und die zudem an die Fressgier des Geiers erinnert. Ravensburger veröffentlichte das Spiel auch in anderen Sprachen: In Frankreich erschien es unter der Bezeichnung Stupide Vautour (Dummer Geier). In Polen, Tschechien, Slowakei und Ungarn heißt das Spiel Mini Hazard und eine englische Ausgabe brachte Ravensburger als Beat the Buzzard heraus. In Italien brachte Ravensburger das Spiel mit dem Thema Schafe und Wölfe als In Bocca al Lupo! heraus.
In Deutschland erschien Hol's der Geier 1998 auch bei F.X. Schmid und nach der Übernahme von F.X. Schmid durch Ravensburger 1999 beim Ravensburger Label FX. Asmodée Editions brachte eine von Week-End Games für Frankreich lizenzierte Version von Stupide Vautour mit veränderter Grafik heraus. 1995 erschien das Spiel als Raj bei Randolphs neu gegründetem Verlag Winning Moves mit einem indischen Thema. 2018 erschien eine Neuauflage des Spiels bei Amigo, bei der das alte "Mäuse und Geier"-Thema umgewandelt wurde in ein "Erdmännchen und Geier"-Thema.

## Regeln
Das Spiel wendet sich an zwei bis fünf Mitspieler ab etwa 10 Jahren und bringt mit hoher Teilnehmerzahl den meisten Spielreiz. Eine Partie dauert etwa 15 – 20 Minuten. Es hat eine große taktische Komponente, und zum Gewinn wird ein gewisses Merkvermögen, wer welche Karte bereits gespielt hat, verlangt.

### Inhalt
Das Spiel besteht aus 5 Sätzen von Zahlenkarten von 1 bis 15. Auf der Rückseite haben sie eine Maus. Es gibt noch 15 Tierkarten, mit einem Geier auf der Rückseite. Die Tierkarten teilen sich in 10 Mäusekarten mit den Werten +1 bis +10 und 5 Geierkarten von −1 bis −5.

### Ablauf
Jeder Mitspieler erhält einen gleichfarbigen Kartensatz mit den Werten 1 bis 15. Die Tierkarten werden gemischt und verdeckt abgelegt. Danach wird die erste Wertungskarte aufgedeckt und um sie gespielt. Ist es eine Karte mit Mausmotiv, versuchen die Mitspieler, diese in ihren Besitz zu bringen, die negative Geierkarte hingegen vermeidet man, sein Eigen zu nennen. Jeder Mitspieler zieht nun eine Karte aus seinem Satz und gemeinsam werden diese aufgedeckt. Wer die höchste Karte zeigte, gewinnt die Mauskarte. Sollte es allerdings um eine Geierkarte gegangen sein, so erhält diese derjenige, der die niedrigste Karte legte. Anschließend werden die Zahlenkarten abgelegt.
Besitzen zwei oder mehr Spieler Gleichstand nach dem Vorzeigen, so erhält die zweithöchste (resp. zweitniedrigste) Karte die Beute. Zeigen gar alle Spieler denselben Wert, werden alle Karten abgelegt, eine zusätzliche Wertungskarte aufgedeckt, und in der nächsten Bieterunde geht es dann um beide Wertungskarten. Sieger des Spieles ist, wer am Ende die meisten Pluspunkte erringen konnte, die Beträge der negativen Punkte werden subtrahiert.

### Sonderregel
Bei zwei Spielern existiert die Sonderregel, dass jeder seinem Mitspieler drei Karten aus seinem Satz zieht und diese ablegt. Auch aus den Wertungskarten werden drei entfernt und verdeckt abgelegt, so dass es nur noch zwölf Ausspielrunden gibt.